# Lurische Musik

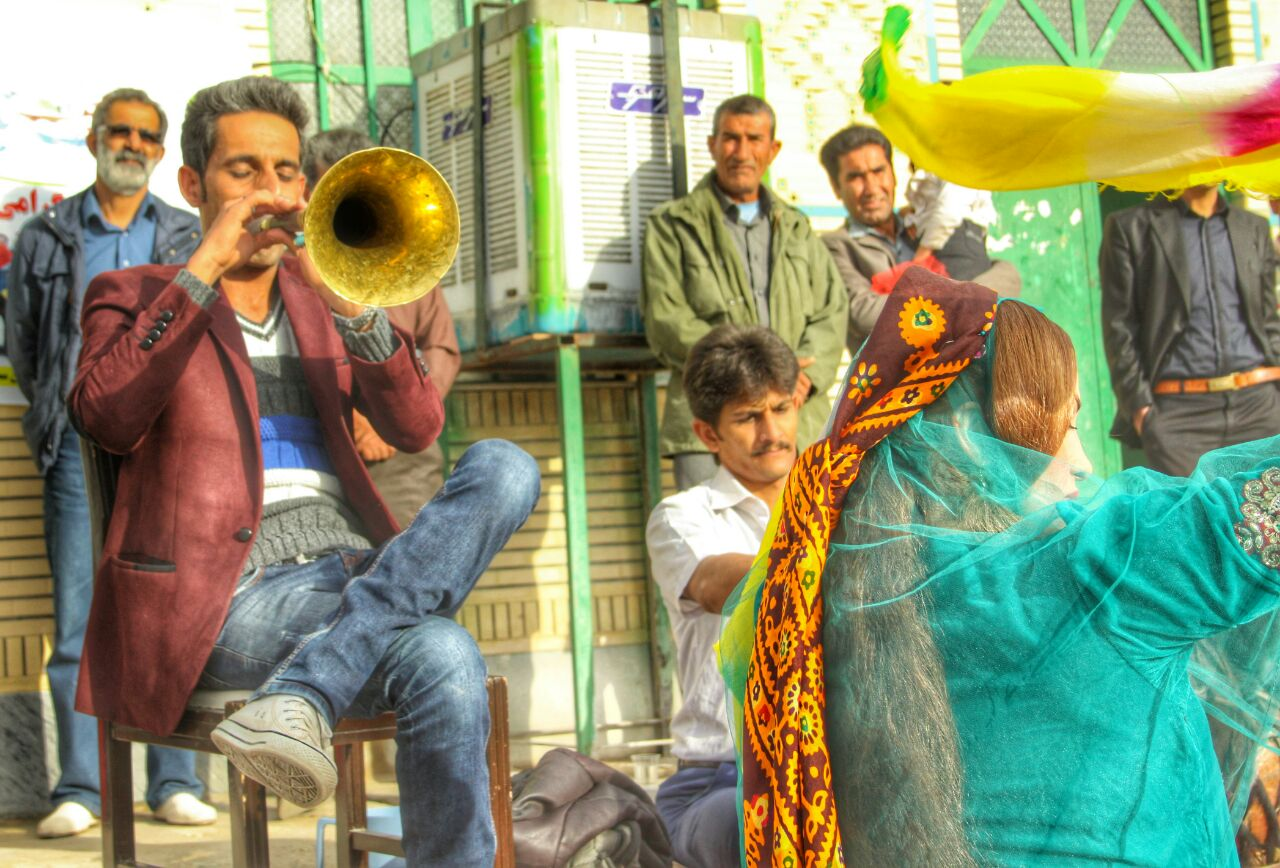
Ein lurischer Musiker, der die Sorna während einer Hochzeitszeremonie spielt.

Die lurische Musik ist Bestandteil der Kultur der Luren, einer vor allem im Iran beheimateten Ethnie. Diese Musik hat ihre Wurzeln in der epischen Gesangstradition der Luren. Überliefert sind  Vokalmusik und Instrumentalmusik.
Zu den von den Luren verwendeten Instrumenten zählen sorna, dohol, tâl (kamantsche-ye Lori, Röhrenspießgeige, die sich von der sonst in Iran gespielten kamantsche mit einem rundbauchigen Korpus unterscheidet) und tonbak (tomak). Nach der Revolution von 1979 im Iran wurde das Musizieren und Tanzveranstaltungen mit lurischer Musik eingeschränkt.

## Liedarten
Auf der Grundlage der in den Liedern behandelten Themen lässt sich die lurische Musik in sieben Bereiche untergliedern:
- Romantische Lieder, Liebeslieder
- Musik zu Heldenepen: Hymnen in den Heldenepen spiegeln Prinzipien und Grundwerte der unterschiedlichen Stämme. Die bekanntesten Beispiele sind Jange Loru und Dâya-Dâya.
- Trauer- und Klagelieder: Diese Musik ist Teil des Rituals im Zusammenhang mit historischem Bestattungs- und Trauerzeremoniell.
- Lieder über die Jahreszeiten
- Arbeitslieder werden als Solo oder als Chorlieder gesungen
- Spottlieder, improvisierte Satiren über Menschen, Orte oder Gegenstände, sie werden manchmal von humorvollen, dramatischen Pantomimen begleitet
- Religiöse Hymnen basieren in der Regel auf den Hymnen der Ahl-e Haqq.